# Francisco Calderón Zumelzú
Francisco Calderón Zumelzú (Concepción, 10 de octubre de 1765-Santiago, 4 de noviembre de 1849) fue un militar y político chileno. Fue hijo de Patricio Nolasco Güemes-Calderón y Hermosilla y de Rosa Zumelzú Ruiz de Berecedo. Contrajo nupcias en 1805 con Carmen González Palma.

## Carrera militar
Participó en campañas de independencia. Inició sus servicios en Concepción apoyando la causa emancipadora. Hizo todas las campañas del sur y se encontró en 1814 en Rancagua, donde cayó prisionero de los realistas. Tomó parte activa de las batallas de 1817 y 1818. Ascendido a General de División en 1820.

## Actividades políticas
- Simpatizante del bando Pelucón.
- Diputado representante de Itata (1822-1823 y 1823-1824)
- Diputado representante de Rere y Puchacay (1824-1825, 1825-1826 y 1827-1828)
- Senador representante de Valdivia (1828-1829)
- Presidente del Congreso Constituyente de 1828, durante la firma de la Nueva Carta Constitucional.